# Monarque d'Eiao
Pomarea fluxa
Espèce
Synonymes
- Pomarea iphis fluxa[1]

Statut de conservation UICN

 EX  : Éteint
Le monarque d'Eiao ( Pomarea fluxa ) est une espèce éteinte d'oiseau de la famille des Monarchidae, endémique de l'île de Eiao, dans l'archipel des Marquises, en Polynésie française. 
Il a été vu pour la dernière fois en 1977. Son extinction est probablement due à des prédateurs introduits tels que chats sauvages et rats noirs. Cependant, d'autres facteurs peuvent y avoir contribué, comme la destruction de son habitat causée par le pâturage intensif des moutons introduits.

## Taxonomie et systématique
L'espèce a été décrite en 1928 par Robert Murphy et Gregory  Mathews.
Jusqu'en 2012, le monarque d'Eiao était considéré comme une sous-espèce (Pomarea iphis fluxa) du monarque Iphis.